# Point chaud de Macdonald
Le point chaud de Macdonald est un point chaud volcanique situé dans le sud de l'océan Pacifique. Il est à l'origine de la formation des îles et monts sous-marins des îles Australes et du sud des îles Cook.
| Mont Macdonald |

| Mont Macdonald |

La ligne d'îles et de monts sous-marins formés par ce point chaud suit un azimut de 289° (± 6°) par rapport à l'équateur.
La vitesse de déplacement de la plaque pacifique au-dessus de ce point chaud est estimée à 105 ± 10 mm/an. 